# José del Campo Sanz
José del Campo Sanz (1916-1962) fue un político y militar español.

## Biografía
Nació en Madrid en 1916. Mecánico automóviles de profesión, ingresaría en el Partido Comunista de España (PCE) en 1934. José del Campo llegó a participar en los hechos revolucionarios de ese año, realizando labores de agitación política. Tras el estallido de la Guerra civil se unió a las milicias republicanas; durante la contienda fue comisario político de las brigadas mixtas 9.ª y 10.ª, así como de la 46.ª División. Tomó parte en las batallas de Brunete, Teruel o el Ebro. Tras el final de la contienda se exilió en la Unión Soviética, junto a otros miembros del PCE. Allí trabajaría como mecánico en varios parques automovilísticos.
Según Michael Alpert, habría fallecido en España en 1962 mientras militaba en la clandestinidad.